# ASBA
 (mars 2024).
ASBA est une marque française de batteries et de percussions fondée en 1927 par Alfred Boudard.

## Histoire
Le nom ASBA provient de la contraction des initiales du fondateur de la marque, Alfred, de celle de sa femme, Simone, de celle de leur nom, Boudard et de celle du mot « Accessoires », soit Alfred et Simone Boudard Accessoires. La marque commence son activité en 1927 par la production d’accessoires pour orchestres : la mention accessoires désignait dans les métiers de la musique toutes les pièces qui servaient au bruitage pour le théâtre, le cinéma, ou pour des effets sonores, on trouve donc, les sourdines de trompette wha wha, les sifflets (du train), les fouets, les énormes crécelles pour imiter les coups de fusil, les machines à vents, et aussi des pupitres. L’entreprise se situe en banlieue parisienne, à Limeil-Brévannes, d’où sortent des pupitres et des stands pour instruments à vent. La Seconde Guerre mondiale impose une cessation d’activité. À la Libération de la France, la marque redémarre et étoffe son catalogue en proposant ses premiers instruments de percussion : timbales et bongos très en vogue dans les années 1950 avec la mode cha-cha mambo.
Avec l’arrivée de Jacques Périn en collaborateur, ASBA développe le prototype d’une caisse claire, suivi de la production de fûts pour constituer de vrais kits de batterie. Ces kits vont venir concurrencer les marques « Metjazz », « Sonic » ou « Gary » qui luttent pour fournir du matériel aux batteurs français face aux marques étrangères importées des États-Unis ou d’Angleterre. D’abord fabriqués en dimensions métriques, ASBA passe en système international en 1963.
ASBA développe une coopération technique et commerciale avec les batteurs de l’époque (Armand Molinetti, Christian Garros, Daniel Humair) afin d’améliorer la conception des batteries et des accessoires. Ainsi la pédale de grosse caisse « Caroline » est née de la collaboration avec Daniel Humair (Caroline étant le prénom de la fille de Humair). Cette pédale sera d’ailleurs distribuée par Ludwig aux États-Unis et connaîtra un succès certain à l’étranger grâce à des batteurs comme Mitch Mitchell, John Robinson ou Mike Baird.
Alfred Boudard décède en 1970 et c’est Jacques Périn qui reprend la tête de l’entreprise. Avec les musiciens de l’époque, il développe une étroite collaboration afin de créer et promouvoir de nouveaux modèles. Avec Christian Vander, ASBA sort des kits de batterie en métal en acier inox. La marque produira aussi des kits en cuivre ou en métal recouvert d’un revêtement de couleur. Les coloris s’étoffent de finitions en liège ou en bois exotiques tels le teck ou le palissandre. C’est l’essor de production avec de nouveaux matériaux comme l’altuglass, la fibre de verre « fibercel » dont le batteur de Martin Circus, René Guérin, fera la promo avec un double kit bleu-blanc-rouge.
Le marketing se développe sous l’impulsion de Marc Périn, fils de Jacques, se basant sur un matériel 100 % français.
La concurrence japonaise a raison de la marque qui sombre peu à peu au début des années 1980.
L’usine de Limeil-Brévannes ferme ses portes en 1983, la société dépose son bilan. 
En 2017, Guillaume Pornet annonce relancer la marque à l'occasion de la 15e édition du salon professionnel BagShow[source secondaire souhaitée]. La nouvelle équipe ASBA doit alors retrouver des nouveaux fournisseurs pour ses matières premières mais également de nouveaux partenaires pour vendre ses instruments.
Cependant, le Covid freinera le déploiement commercial de l'entreprise. En effet, les concerts, festivals, sont annulés et les magasins de musique ferment leur porte également.
La manufacture prépare néanmoins la suite en se lançant le défi de relancer la pédale Caroline créée en collaboration avec Daniel Humair dans les années 1960. La société ASBA reprend donc les plans de la pédale et travail en collaboration avec l'INSAA à Lyon[source secondaire souhaitée]. Deux ans de travail seront nécessaires pour recréer cet accessoire. Une première série de 100 exemplaires est alors disponible en 2022 et est écoulée rapidement[source secondaire souhaitée].
Malgré une activité en essor, l'entreprise doit fermer ses portes de nouveau en 2023[source secondaire souhaitée].
Les salariés de la société décident alors de reprendre la marque ainsi que ses actifs aux enchères en mai 2023.